# 日本創新党
日本創新党（にっぽんそうしんとう、The Spirit of Japan Party）は、かつて存在した日本の政治団体。

## 概要
現職・元職の地方首長・地方議員を中心として、2010年（平成22年）4月に結成された。党名の「日本創新党」は、「大化改新」「明治維新」に倣った「根こそぎの改革」としての「平成創新」を目指すべく命名されたものである。
首長時代に新しい歴史教科書をつくる会の教科書採択を主導した山田宏元杉並区長と中田宏元横浜市長がそれぞれ党首・代表幹事を務めるなど、保守色の強い松下政経塾出身者が党の中枢を占めていた。そのため主張や政策にも新保守主義的な色彩が強く現れており、地方分権政策に期待して賛同者となった地方首長から保守的なイデオロギーを前面に出すスタンスへの批判が寄せられたこともあった。
国政への進出を目指していたが国会議員の参加はなく、党として臨んだ唯一の国政選挙である第22回参院選でも全候補者が落選した。また同選挙での得票率が2.0%を下回ったため、政党要件を満たすこともできなかった。結党から解党までに17名の地方議員が所属したものの離合集散が激しく、解党時の所属議員は8名だった。
2012年（平成24年）9月29日、日本維新の会への合流を理由に解党した。
上記の後（2020年時点）、荒川区議会に日本創新党を名乗る会派が存在しており、小坂英二が幹事長として活動をしていた。

## 党史

### 結党
「よい国つくろう!日本志民会議」（現在の「日本を創新する会」）を母体として、2010年（平成22年）4月18日に保守系の地方首長・地方議員らによって結成された。結成記者会見において、上田清司埼玉県知事（当時、現参議院議員）・松沢成文神奈川県知事（当時、現参議院議員）・河村たかし名古屋市長など26名の現職・元職地方首長を「応援首長連合」として発表。4月25日には、47名の現職・元職地方議員を政策賛同者として発表した。
ただし応援首長・賛同議員の多くは日本創新党に入党せず、外部から政策面で連携するというスタンスをとった。また彼らの大半は政令指定都市・中核市・特例市などの都市部や三大都市圏内の地方自治体に所属しており、地方部からの支援者は少数に留まった。

### 第22回参院選に向けて
2010年（平成22年）7月11日執行の第22回参院選に向けて選挙区4名・比例区6名の計10名を公認候補として擁立。5議席以上の確保とキャスティング・ボートの掌握を目標に掲げた。5月17日には選挙に備えて党本部を東京都渋谷区東から新宿区本塩町へ移転した。
また共に「日本を救うネットワーク」に参加しているたちあがれ日本との協力体制を構築し、青森・茨城・千葉・神奈川・大阪の5選挙区で両党の候補を一本化して互いに推薦し合い、選挙後には統一会派を結成することで合意した。さらに資金難から同選挙への出馬を断念した新右翼系政治団体の維新政党・新風と協議を行った結果、東京都選挙区から出馬する山田宏党首を新風が支持する運びとなった。

### 参院選の結果
第22回参院選では選挙区・比例区ともに議席を獲得できず、政党要件である得票率2.0%にも到達できなかった。またたちあがれ日本の推薦候補も全員が供託金没収のうえ落選。目標の一つであった民主党政権の過半数割れは結果的に達成したものの、党としては惨敗を喫した。議席を獲得できなかったため、たちあがれ日本との統一会派結成案は立ち消えとなった。
選挙区では東京都選挙区から出馬した山田宏党首が200,692票（得票率3.3%）を獲得して供託金没収点を上回ったものの、残る3名は全員供託金を没収された。比例区でも493,620票（得票率0.8%）の獲得に留まり、1議席の獲得に627,748票不足した。
都道府県別の比例区得票率を見ると、比例区から出馬した齋藤弘政策委員長が知事を務めた山形県では得票率6.0%で公明党に次ぐ第5位と善戦したものの、多数の党幹部・支援者が地盤とする大票田の東京都・千葉県・神奈川県・大阪府はいずれも得票率1%台と低迷。その他の42道府県はすべて得票率0%台で、うち福井・岐阜・三重・和歌山・鳥取・島根・徳島・高知・佐賀・大分・沖縄の11県では女性党・幸福実現党の得票をも下回り、名簿届出政党中最下位の結果に終わっている。
この選挙で同党が没収された供託金は総額で4500万円に上った。さらに比例区での得票率が1.0%を割り込んだため、選挙中の新聞広告について実費負担を強いられることになった。

### 参院選後の動き
参院選直後の記者会見では、たちあがれ日本を始めとする保守政党との連携を強めつつ、地方選挙に候補を擁立する意向を示した。また8月16日には東京都港区虎ノ門に事務機能を移転し、同年10月6日をもって党本部自体も同地に移転している。
11月7日に臨時党大会を開催。山田宏と中田宏はそれぞれ党首・代表幹事に再任されたが、齋藤弘は政策委員長を辞任し、公式サイトの「メンバー」欄からも削除された。また同大会にはたちあがれ日本代表の平沼赳夫衆議院議員と自民党の衛藤晟一参議院議員が、大会後の懇親会には自民党の下村博文衆議院議員がそれぞれ出席し、保守政党間での連携の必要性を確認した。
2011年（平成23年）3月11日に東日本大震災が発生した際には、党の関連組織の「日本を創新する会」が約790万円の義捐金を集め、宮城・福島・茨城の三県に救難ボランティアを派遣して物資の輸送や炊き出しなどの支援活動を行った。

### 第17回統一地方選挙
2011年（平成23年）4月に行われた第17回統一地方選挙では、改選を迎える所属議員5名のうち、港区の山本閉留巳を除く4名と元職1名・新人4名の計9名を公認。また他党公認および無所属の候補8名（内訳は大阪維新の会4名・たちあがれ日本1名・中央みらい1名・無所属2名）と山本の計9名を推薦した。
選挙の結果、公認候補は現職3名・元職1名が当選し、現職1名・新人4名が落選した。また推薦候補は大阪維新の会公認候補2名と無所属の1名が当選したが、党所属の山本を含め残りの6名は落選した。
これにより、党所属の地方議員数は公示前より1名減となったが、その後大阪維新の会公認の推薦候補2名が入党したため、差し引き1名増となった。さらに同年8月の埼玉県杉戸町議会議員選挙で公認候補が1名当選し、所属地方議員は9名となった。。

### 統一地方選後の動き
2012年（平成24年）2月5日に東京都内で開いた党大会において、橋下徹大阪市長が率いる大阪維新の会との連携を強化し、政界再編を目指す方針を示した。党大会直後の同月26日には大阪維新の会で政調会長を務める浅田均大阪府議会議長が「日本を創新する会」主催のパーティーに出席し、互いの連携をアピールした。
当時議論を呼んでいた環太平洋戦略的経済連携協定（TPP）に関しては、党内でも意見の相違が見られた。山田宏党首・中田宏代表幹事は日本のTPP加盟を推進する立場であり、後述する「日本創新党が目指す理念と政策」にもTPPに関して「国益を守りつつ戦略的に推進する」との一文が盛り込まれたが、土屋敬之東京都議や小坂英二荒川区議などTPP参加に反対する所属議員もいた。
同年7月頃に安田真也吉川市議と中野稔子大阪府議がホームページのメンバー一覧から削除されたが、翌8月に昨年の統一地方選挙で創新党の推薦を受け当選していた来本健作蒲郡市議がメンバー一覧に追加されたため、所属地方議員は8名となった。
8月1日、党の基本政策として「日本創新党が目指す理念と政策」を発表した。

### 解党

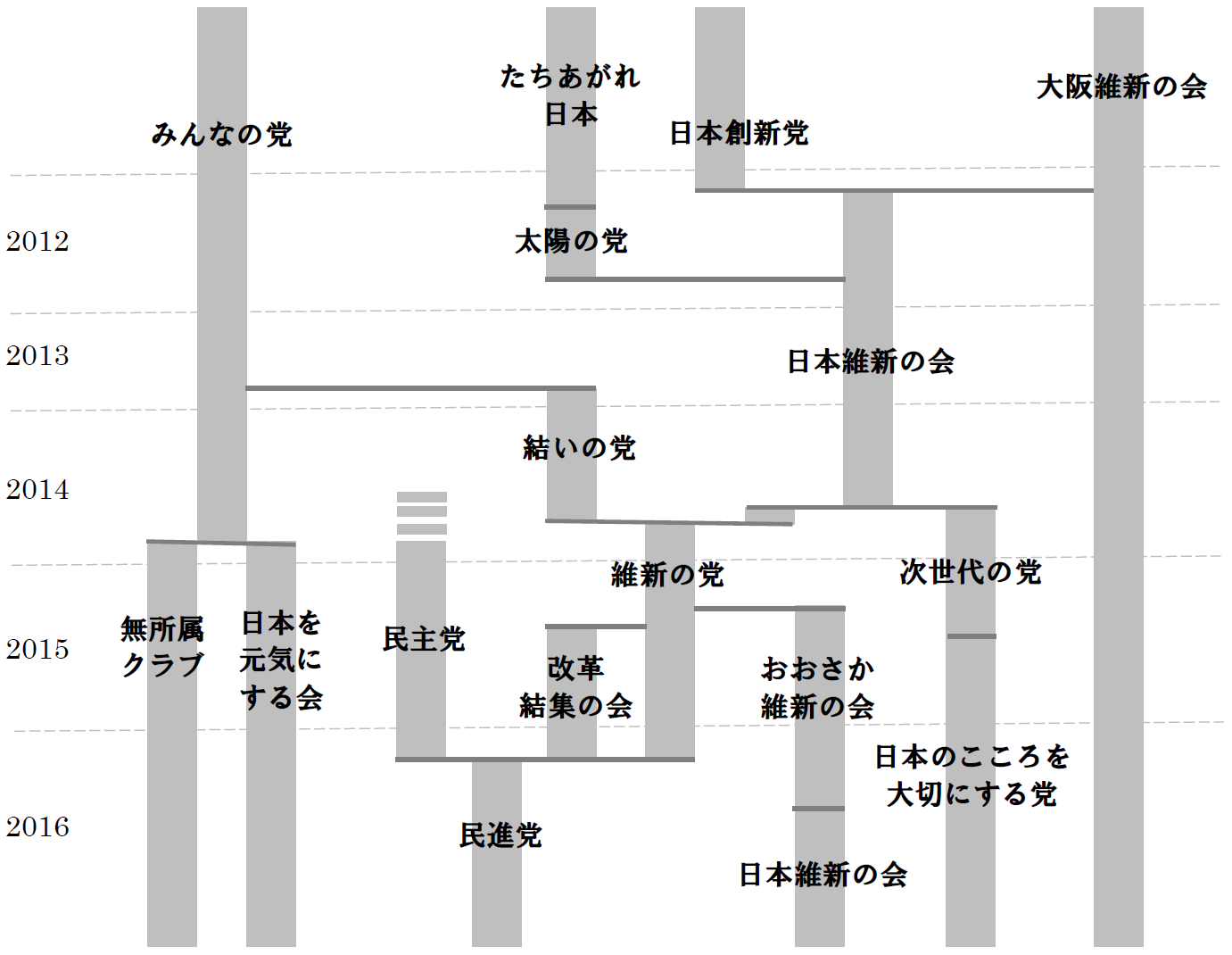
2010年代の第三極の離合集散

2012年（平成24年）9月23日、かねてから連携を進めてきた大阪維新の会を母体として発足した日本維新の会に合流するため、解党する方向で検討を進めていることが報道などで明らかになった。両党の政策に共通点が多いことに加え、日本維新の会が政党間の連携を原則として行わない方針を打ち出したことが背景にあったという。
党内からは「解党ではなく、日本維新の会と選挙協力は出来ないのか」との反対意見も出たが、9月29日午後に開かれた臨時党大会の議決により正式に解党した。党大会後の記者会見で山田宏党首は解党の理由について「政界再編のため発展的に解消する」「日本維新と自民党の安倍晋三総裁ら良識的な保守層との接着剤になる」と説明した。また「維新が議席を得なければ大きな力を発揮できない。覚悟と決意はある」と語り、日本維新の会から次期総選挙に出馬する意向を表明した。
山田宏党首・中田宏代表幹事ら主要メンバーが日本維新の会に合流する一方で、党所属の小坂英二荒川区議や清水隆司政策委員（参院選比例区候補者、元岸和田市議）など、日本維新の会への合流を否定・保留するメンバーも見られた。党側は日本維新の会に合流するか否かは各自の判断に委ねるとしている。
後に2014年（平成26年）の日本維新の会分党に際して山田宏・中田宏らは石原慎太郎らとともに次世代の党の結党に参加。これにより、旧日本創新党の流れは次世代の党へ受け継がれることになった。

## 主張・政策
前述の通り、保守色の強い松下政経塾出身者を中心とする地方首長・地方議員らによって構成されていたことから、新保守主義と地方分権が政策の柱となっていた。
以下、2010年（平成22年）6月に発表したマニフェストと2012年（平成24年）8月に発表した基本政策の要約を記載する。
- 憲法
  - 日本国憲法を「占領基本法」とみなしてこれを否定し、伝統的価値観に立脚した自主憲法を早期に制定する（自主憲法論）。
  - 天皇を国家元首と明確に位置づけ、自衛隊を「日本国軍」に改組する。
  - 外国人地方参政権・選択的夫婦別姓・人権擁護法案・女系天皇などを「日本の将来を危うくする施策」とみなし、反対する。
- 外交・防衛
  - 日米同盟を外交の基軸としつつも、自由と平和を尊重する諸外国とも関係を深める。
  - 憲法解釈の変更により集団的自衛権の行使を可能とし、法律でその範囲を定める。
  - インテリジェンス組織を創設し、国家機密保護法（スパイ防止法）を即時制定する。
- 財政
  - 国会議員の定数を半減させ、地方議員・国家公務員・地方公務員の数を大幅に削減する。
  - 法人税や相続税を大幅に引き下げて民間事業者を保護し、経済成長と雇用の確保を図る。
  - 消費税を引き上げることで社会保障制度と地方財政の維持に充てる。
  - 累進課税は国民の意欲や自由を奪う懲罰的なものであるからこれを廃し、フラット税制を目指す。
- 経済・雇用
  - 企業減税と規制緩和を同時に行うことで経済の活性化を図る。
  - 国益を守りつつ自由貿易協定（FTA）や環太平洋戦略的経済連携協定（TPP）を戦略的に推進し、「経済的開国」を目指す。
  - 代替エネルギーの研究を進めるとともに、小型原発の開発など原子力技術の発展にも努める。
  - 雇用の流動化を促し、非正規雇用に関する規制を撤廃する。同一労働同一賃金は法律上の努力義務とする。
- 社会保障・医療
  - 生活保護の支給額を減額するとともに、居住・職業選択の自由など受給者の私権を一部制限する。
  - 混合診療を解禁し、多様なニーズに応じた医療を可能にする。
  - 予防医療・健康増進医療を強化し、医療費の抑制と健康の増進を図る。
  - 少子化対策として若年結婚・若年出産をしやすいように経済的な支援を行う。
- 教育
  - 初等教育における道徳教育・歴史教育を強化し、愛国心を涵養する。
  - 民間企業や学習塾に英語・理科等の教科指導を委託し、教育レベルの向上と教員数の削減を図る。
  - 高校卒業後の社会貢献活動（自衛隊・警察・消防・医療・介護・農林水産業等）を義務化する。
  - 子ども手当を廃止し、所得制限付きクーポン制度に切り替える。
- 地方分権
  - 道州制を導入し、地方への大幅な権限・財源移譲を行う。
  - 地方の声を国政に反映させるため、地方首長が参議院議員を兼任できるように法改正する。

## 他の政党・政治団体との関係
民主党政権打倒を掲げて超党派の保守系グループ「日本を救うネットワーク」（救国ネット）に参加し、特にたちあがれ日本とは互いに選挙協力を行うなど緊密な関係を保っていた。
頑張れ日本!全国行動委員会や維新政党・新風など非自民の反米保守系団体との協力関係も深く、各種集会や国政・地方選挙において共闘を進めた。ただし日本創新党は日米同盟を基軸としており、基本政策で「日米同盟を主軸に据え、強化する」と定めるなど、親米保守の立場を明確にしていた。
大阪維新の会とは山田宏代表・中田宏代表幹事が大阪市特別顧問として橋下徹大阪市長に協力するなど蜜月関係にあり、後に日本維新の会への合流・解党案が持ち上がる下地となった。また多数の関係者が維新政治塾に参加しており、二次選考で落選した創新党関係者を維新側が政治的配慮から復活合格させるという一幕も見られた。さらに大阪維新の会公認・日本創新党推薦で当選した村上栄二大阪市議と中野稔子大阪府議は創新党に重複所属していたことがあった。

## 党組織

### 役員
| 党首                  | 代表幹事              | 政策委員長              | 地方議員会長          | 組織委員長            | 党紀委員長                | 国民運動本部長          | 常任幹事          |
| --------------------- | --------------------- | ----------------------- | --------------------- | --------------------- | ------------------------- | ----------------------- | ----------------- |
| 山田宏 （元杉並区長） | 中田宏 （元横浜市長） | 齋藤弘 （元山形県知事） |                       |                       |                           |                         |                   |
| 山田宏 （元杉並区長） | 中田宏 （元横浜市長） | 岡野俊昭 （元銚子市長） | 松浦芳子 （杉並区議） | 小坂英二 （荒川区議） | 清水隆司 （元岸和田市議） | 山本閉留巳 （元港区議） | 阪中勝行 （民間） |
| 山田宏 （元杉並区長） | 中田宏 （元横浜市長） | 岡野俊昭 （元銚子市長） | 松浦芳子 （杉並区議） | 小坂英二 （荒川区議） | 前田武男 （民間）         | 山本閉留巳 （元港区議） | 阪中勝行 （民間） |

### 所属地方議員
公式サイトでメンバーとして紹介されたことのある議員のみ掲載する。
| 議員名     | 自治体   | メンバー欄からの除外時期・理由          | 備考                   |
| ---------- | -------- | --------------------------------------- | ---------------------- |
| 松浦芳子   | 杉並区   | （解党時まで在籍）                      | 地方議員会長           |
| 小坂英二   | 荒川区   | （解党時まで在籍）                      | 組織委員長             |
| 土屋敬之   | 東京都   | （解党時まで在籍）                      |                        |
| 千住啓介   | 明石市   | （解党時まで在籍）                      |                        |
| 村上栄二   | 大阪市   | （解党時まで在籍）                      | 大阪維新の会と重複所属 |
| 佐々木浩   | 杉並区   | （解党時まで在籍）                      |                        |
| 石井幸子   | 杉戸町   | （解党時まで在籍）                      |                        |
| 来本健作   | 蒲郡市   | （解党時まで在籍）                      |                        |
| 安田真也   | 吉川市   | 2012年7月頃 メンバー欄から削除          |                        |
| 中野稔子   | 大阪府   | 2012年7月頃 メンバー欄から削除          | 大阪維新の会と重複所属 |
| 工藤裕一郎 | 横浜市   | 第17回統一地方選で落選                  | 政策委員               |
| 山本閉留巳 | 港区     | 第17回統一地方選で落選                  | 国民運動本部長         |
| 小林哲雄   | 開成町   | 第17回統一地方選前に メンバー欄から削除 |                        |
| 北岡隆浩   | 高槻市   | 第17回統一地方選前に メンバー欄から削除 |                        |
| 佐賀和樹   | 藤沢市   | 第17回統一地方選前に メンバー欄から削除 |                        |
| 二瓶文隆   | 中央区   | 第22回参院選後に メンバー欄から削除     | 政策委員               |
| 清水隆司   | 岸和田市 | 第22回参院選出馬のため辞職              | 党紀委員長 → 政策委員  |

### 党員
2010年（平成22年）末時点では1047人の党員が在籍していたが、翌2011年（平成23年）末時点では446人にまで減少していた。

## 支持組織
紳士服業界第2位のAOKIホールディングスで代表取締役会長を務める青木擴憲ら企業経営者による勉強会「だるまの会」が党に資金援助を行っている、とする説が複数のメディアで報じられた。
週刊朝日は、党結成前の2010年（平成22年）1月25日に青木社長（当時）と山田宏・中田宏・齋藤弘らが会合を持ち、新党への資金援助について青木社長から「カネの心配はするな。俺だけじゃないから任せろ」との発言が行われたとする関係者の談話を伝え、結成直後には別の政界関係者の談話として、青木社長を始めとする「だるまの会」のメンバーが党の支援に回る可能性が出てきていると報じた。また月刊リベラルタイムは、「だるまの会」が党のスポンサーとなっており、青木社長から2億円の資金提供が行われたとの説を報道した。
2010年（平成22年）分の政治資金収支報告書によると、山田党首個人が活動資金として2億2000万円を党に貸し付けているほか、母体となった「よい国つくろう!日本志民会議」が3850万円を、後に「日本を創新する会」の会長となった上田清司埼玉県知事が個人として100万円を、それぞれ政治献金している。

## 党勢の推移

### 衆議院
| 選挙       | 当選/候補者 | 定数 | 得票数（得票率） | 得票数（得票率） | 備考 |
| 選挙       | 当選/候補者 | 定数 | 比例区           | 選挙区           | 備考 |
| ---------- | ----------- | ---- | ---------------- | ---------------- | ---- |
| （結党時） | 0/-         | 480  | -                | -                |      |

### 参議院
| 選挙         | 当選/候補者 | 非改選 | 定数 | 得票数（得票率） | 得票数（得票率） | 備考 |
| 選挙         | 当選/候補者 | 非改選 | 定数 | 比例区           | 選挙区           | 備考 |
| ------------ | ----------- | ------ | ---- | ---------------- | ---------------- | ---- |
| （結党時）   | 0/-         | -      | 242  | -                | -                |      |
| 第22回参院選 | 0/10        | 0      | 242  | 493,620(0.8%)    | 296,697(0.5%)    |      |

### 関連用語
- 日本の政治
- 新しい公共
- 地域政党
- ミニ政党
- 日本の政党一覧

### 関連団体
- 草莽全国地方議員の会
- 頑張れ日本!全国行動委員会
- 日本文化チャンネル桜

以上、全て松浦芳子が設立に関与
- 創生「日本」